# Mike Love
Michael Edward Love detto Mike (Los Angeles, 15 marzo 1941) è un cantante, cantautore e paroliere statunitense, conosciuto principalmente per essere il cantante del gruppo musicale The Beach Boys.
Mike Love è co-fondatore del gruppo insieme ai cugini Brian Wilson, Carl Wilson, Dennis Wilson e all’amico Al Jardine.
Mike, soprattutto negli anni ‘60, è stato il frontman del gruppo ed il paroliere principale; è stato infatti la voce solista di diversi successi della band tra i quali Surfin USA e I Get Around ma anche di brani più profondi e complessi come Here Today.

## Primi anni

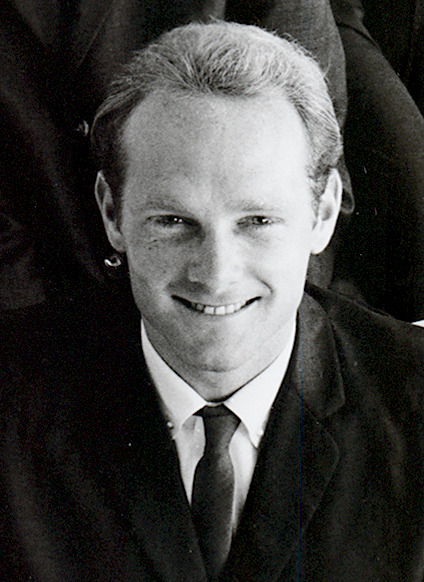
Mike Love nel 1962

Nel 1922, quando era una bambina, la madre di Mike Love, Emily, e il fratello Murry Wilson si trasferirono con i genitori a Los Angeles. Emily sposò Milton Love, e Mike nacque a Baldwin Hills, Los Angeles, nel 1941 primo di sei fratelli: Maureen (1943), Stephen (1947 - manager dei Beach Boys nella seconda metà degli anni '70), Stanley (1949), Stephanie (1951) e Margie (1960).

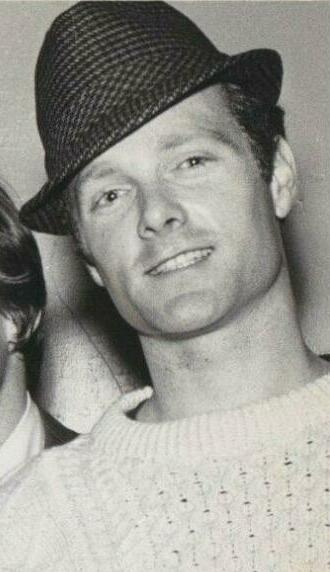
Mike Love nel 1965

Murry Wilson era un compositore e musicista con qualche piccolo successo alle spalle, inclusa una sua canzone eseguita nel programma radiofonico di Lawrence Welk nel 1952. Cresciuto in un ambiente musicale, Mike spesso cantava insieme alla famiglia dello zio durante le occasioni di riunione dei parenti.

## Ruolo nei Beach Boys

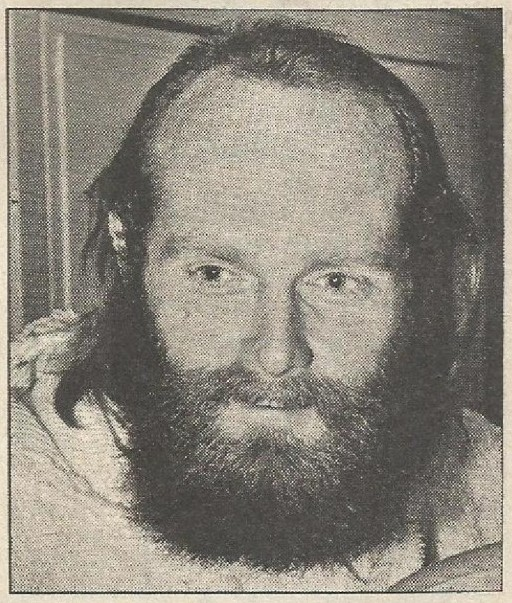
Mike Love nel 1972

Anche se Love inizialmente suonava il sassofono nei primi tempi del gruppo, era principalmente il cantante solista, insieme a Brian Wilson, dei Beach Boys. Il suo stile vocale R&B era fortemente influenzato dai suoi compagni di scuola alle superiori alla Dorsey High, che erano in gran parte afroamericani, e dal genere di canzoni che ascoltava dalle due stazioni radiofoniche R&B di Los Angeles. Love canta da voce solista in molti grandi successi dei Beach Boys, soprattutto nei pezzi più rock e movimentati (mentre Brian Wilson cantava principalmente le ballate e i pezzi lenti), inclusi Surfin' Safari, Surfin' USA, Shut Down, Little Deuce Coupe, Be True to Your School, Little Saint Nick, Fun, Fun, Fun, I Get Around, When I Grow Up (To Be a Man), Little Honda, Dance, Dance, Dance e California Girls. La sua predominanza come cantante solista iniziò a scemare man a mano che gli altri membri del gruppo iniziarono a cantare i propri pezzi, ma egli rimase comunque una delle voci più caratteristiche e riconoscibili del gruppo, per esempio in brani come Do It Again. Inoltre Love è conosciuto per la sua capacità di cantare anche con un tono da basso, come in I Can Hear Music e in Good Vibrations. Una volta Brian Wilson affermò che Mike e Carl avevano voci celestiali. Sul palco, Love fungeva da leader della band, introducendo le canzoni e i vari membri del gruppo.
Love scrisse, da solo o in collaborazione, anche i testi di molte canzoni dei Beach Boys. I suoi testi parlavano principalmente di argomenti semplici come il surf, le auto, e l'amore, ma fu autore anche di ballate memorabili come The Warmth of the Sun. Negli anni novanta, Love intentò un procedimento penale (e lo vinse) per veder riconosciuti i suoi contributi compositivi nella creazione di diversi brani della band.
Love fu uno dei primi musicisti pop-rock a farsi coinvolgere nelle religioni orientali e nella pratica della meditazione trascendentale, attraverso la sua frequentazione con il guru indiano Maharishi Mahesh Yogi. Di conseguenza egli fu uno di quelli che si recò, insieme ai Beatles, Donovan, Prudence Farrow, e Mia Farrow, in India all'ashram di Rishikesh all'inizio del 1968. In seguito Love divenne un esperto in tecniche di yoga e meditazione, acquisendo lo status di "Governatore dell'Età dell'Illuminazione".
Nel 1988, i Beach Boys ebbero un successo da primo posto in classifica negli Stati Uniti con la canzone Kokomo, l'unica numero 1 del gruppo a non vedere il coinvolgimento di Brian Wilson nella stesura del brano. Coautore del brano fu Mike Love.
Attualmente, Love continua a fare tour sotto il nome Beach Boys, insieme a Bruce Johnston e ad una band di nuovi musicisti reclutati per l'occasione. Love è l'unico membro fondatore del gruppo attualmente nei Beach Boys.

## SMiLE

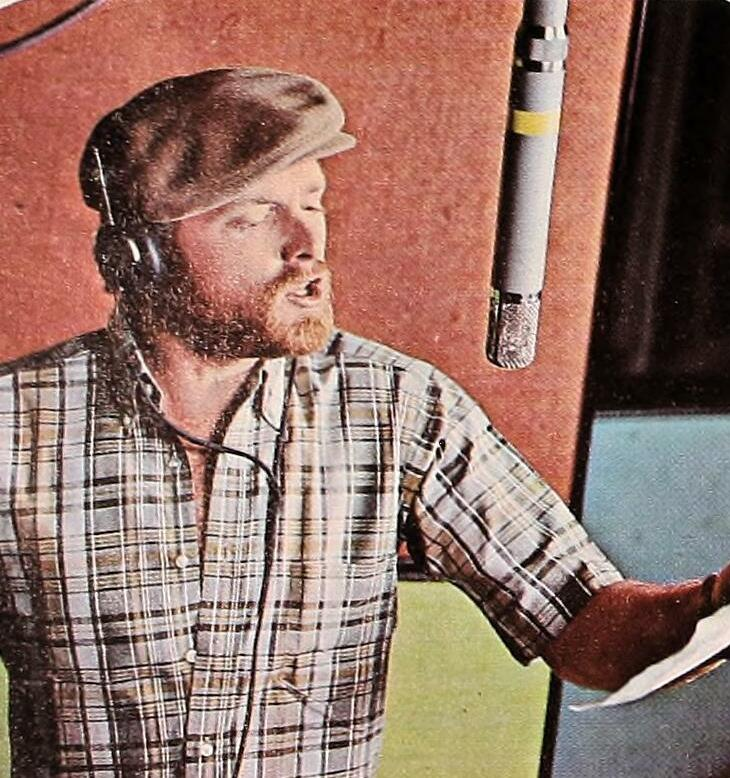
Mike Love è stato spesso accusato del fallimento dell'album, una convinzione che lui e alcuni commentatori hanno contestato.

Oltre ad essere da sempre additato come il membro più conservatore della band, a cui non piaceva la svolta artistica intrapresa dal gruppo con l'album Pet Sounds, Love viene spesso indicato come responsabile principale del fallimento del progettato disco dei Beach Boys intitolato SMiLE, che sarebbe dovuto uscire nel 1967. Nello specifico si dice che non sopportasse i testi scritti da Van Dyke Parks per le canzoni dell'album, soprattutto quello di Cabinessence. Durante una lite nel mezzo di una seduta in studio, Love chiese a Parks di spiegare il significato del testo della canzone da lui ritenuto incomprensibile; offeso, Parks lasciò lo studio, abbandonando definitivamente il progetto del disco e terminando di fatto la sua collaborazione con Brian Wilson. Anche se Love specificò di non avere nulla di personale contro Parks, egli rimarcò il fatto che, a suo parere, i testi composti da Parks erano troppo astratti e non adatti a un disco dei Beach Boys.
Love affermò in seguito che era anche sospettoso circa il giro delle nuove amicizie di Brian, perché considerava tali persone degli approfittatori, che stavano rovinando Wilson procurandogli le droghe pesanti. Inoltre Love negò il fatto che a lui non piacesse il nuovo stile musicale del gruppo inaugurato da Pet Sounds, dicendo che di Smile amava la musica e che solo i testi non gli piacevano troppo. Tuttavia, ciò è fortemente smentito da numerosi altri partecipanti alle sessioni dell'epoca, in primis Van Dyke Parks. Rispondendo a quanto dichiarato da Love, in una lettera all'editore della rivista musicale inglese Mojo, Parks fu molto critico verso le dichiarazioni di Love — che egli descrisse come "revisionismo puro e semplice" — e continuò ad imputare il fallimento del progetto originale di SMiLE all'ostilità di Love verso l'opera. Nel DVD che accompagnò la pubblicazione nel 2004 della sua versione di SMiLE, Brian Wilson stesso ammise che l'opposizione di Love fu una delle ragioni principali per la cancellazione dell'album, perché egli [Love] "lo odiava".

## Critiche

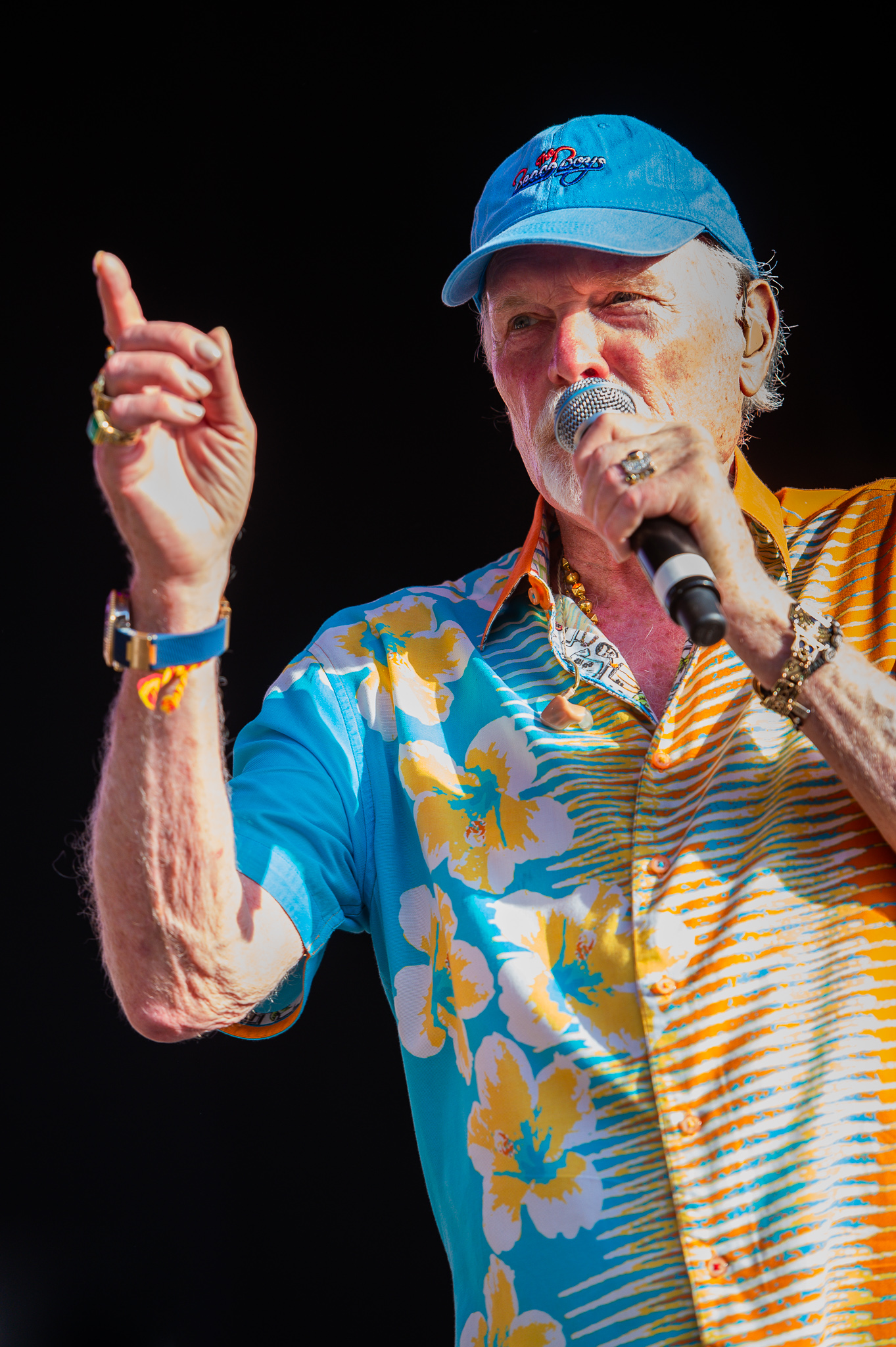
Love sul palco (2019)

Mike Love è spesso considerato il membro più controverso del gruppo: i detrattori infatti ne sminuiscono le capacità musicali e vocali, i suoi fan invece ne lodano la voce calda e riconoscibile e gli attribuiscono i meriti compositivi di molte canzoni del gruppo (Good Vibrations tra le tante).
Il 20 gennaio 1988, quando i Beach Boys furono inseriti nella Rock and Roll Hall of Fame, Mike Love fu sommerso dalle critiche di fan e stampa per via del suo discorso insensato e goffo, oltreché irriverente ed offensivo. Il discorso è documento da vari video presenti su internet.
Il cantante ha poi ricevuto grande disapprovazione dai fan quando, in due occasioni distinte, suonò con la sua band (legittimamente chiamata “The Beach Boys”) per raccolte fondi destinate alle campagne elettorali di Donald Trump. Al Jardine e Brian Wilson, attraverso comunicati ufficiali, hanno precisato che l’iniziativa era stata presa esclusivamente da Mike stesso.

## Tour
Mike Love, insieme a Bruce Johnston, è l’unico membro dei Beach Boys che ancora realizza concerti dal vivo sotto il nome ufficiale della band (Brian Wilson non va più in tournée dal 2023 mentre Al Jardine realizza concerti live sotto il nome “Al Jardine and his Endless Summer Band”).

## Vita privata
È sposato con Jacquelyne Piesen dal 1994 e ha otto figli: due con Piesen e sei dai suoi quattro precedenti matrimoni.
Mike è spesso indicato come uno dei membri più conservatori del gruppo, in due occasioni infatti ha suonato nelle raccolte fondi per le campagne elettorali di Donald Trump, il quale è suo amico di lunga data.
Pratica Meditazione Trascendentale ed è vicino alla cultura e alla religione indù.

## Carriera da solista
Love cercò diverse volte di costruirsi una carriera solista indipendente al di fuori dei Beach Boys. Nella metà degli anni settanta, registrò e pubblicò due album con la band di supporto dei "Celebration", incluso il singolo di successo Almost Summer (composto insieme a Brian Wilson e Jardine).

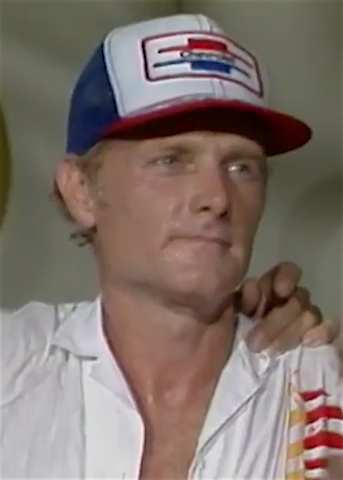
Love nel 1983

Nel 1981, pubblicò infine il suo debutto da solista, l'album Looking Back with Love, costituito principalmente da cover, e che non riscosse particolare successo, così come gli altri suoi successivi album solisti.

## Discografia solista
- 1981: Looking Back with Love
- 2017: Unleash the Love
- 2018: Reason for the Season
- 2019: 12 Sides of Summer
- 2023: Mike Love Not War

## Curiosità
- È il fratello di Stan Love, cestista professionista in American Basketball Association (ABA) e NBA negli anni settanta, e zio di Kevin Love, cestista della NBA[11].